# 19 (音楽グループ)
19（ジューク）は、日本のフォークデュオ。岡平健治と岩瀬敬吾によるデュオ。デビュー当初は326（みつる）がビジュアルプロデュース・作詞を担当メンバーとして参加していた。1998年結成・2002年3月解散。

## メンバー

### 解散時のメンバー
岡平健治（おかひら けんじ）
ボーカル、ギター、ハープ担当。解散後は3B LAB.☆Sメンバーとなり、ソロ活動も行っている。
広島県呉市出身。
岩瀬敬吾（いわせ けいご）
ボーカル、ギター担当。解散後はソロでの活動を開始。
広島県賀茂郡黒瀬町（現：東広島市）出身。

### 旧メンバー
326（みつる）本名：中村満。
ビジュアルプロデュース、作詞担当。
解散後は本業であるイラストレーターとして活動している。
佐賀県佐賀市出身。

## 来歴
岡平健治と岩瀬敬吾によるデュオと、ビジュアル・プロデュースと作詞を担当するイラストレーターの326（ミツル）とのコラボレーション・音楽ユニット。
1999年春にTBSテレビ「1999・春」キャンペーン・ソングに2ndシングル「あの紙ヒコーキ くもり空わって」が使用されたことによりヒット。そのことがきっかけで、TBS系列『うたばん』内で注目の若手枠に出演。岡平がフリーター時代に世話になっていた中華飯店にインタビューし、メッセージを貰うという企画では、VTRを見た岡平が言葉を発せなくなるほど号泣していた。その後の『うたばん』の出演で、無茶苦茶な誓約書（毎日石橋さまと中居さまのいる方角を拝む、収入の何割かを石橋さま・中居さまに振り込むなど）にサインさせられ（もちろんネタ）、その誓約書は19が解散するまでスタジオに飾られていた。「あの紙ヒコーキ くもり空わって」はロングヒットとなり、その年の『NHK紅白歌合戦』初出場の際に326は応援として登場し、二人が歌うバックには326によるイラストが掲げられた。
3rdシングル「すべてへ」でオリコンチャート1位を記録。以降、事実上326はメンバーを脱退。それまでフォーク色の強かった作風が、ロックテイストに変化していく。2000年に行われたシドニーオリンピックの日本代表選手団公式応援ソングとして、「水・陸・そら、無限大」が起用され、同曲で2度目のNHK紅白歌合戦出場。
2002年2月に解散を発表。以降、本人達によるPR・マスコミ・ライブ活動は一切なく、3月21日ラスト・シングル「蒲公英 -たんぽぽ-」を発売し、3月31日に解散した。
2005年10月19日に、ベスト・アルバム『19 〜すべての人へ』がリリースされた。収録曲は、携帯電話着うたサイトで人気の上位17曲。アルバムタイトルは一般公募し、投票メールにより決定した。ベスト盤を制作するにあたり、岡平と岩瀬は19の所属レコード会社であったビクターエンタテインメントで解散後、初めて再会する。ただこれに関しての真偽は明確ではない。
2008年6月4日に、『19トリビュート』がリリースされた。19のデビュー10周年を記念して、19に影響を受けた新時代のアーティスト達が称賛の意を込めたカバー・アルバムとなっている。また、同年7月8日に原宿のアストロホールにてトリビュートライブが行われた際に、岡平はシークレットゲストとして参加した。
2008年11月21日の19デビュー10周年を記念し、同年11月19日に、今まで発売されたアルバム「音楽」「無限大」「up to you」と、DVD「西暦前進2000年→"大爆進映像!"」「19 VIDEO CLIPS 1→9」「19 LAST LIVE TV use only」を19プライスと称して、アルバムは1900円、DVDは1905円で再発した。

### 岡平健治・岩瀬敬吾の出会い
二人の出会いは高校3年生の時。岡平は地元広島では数々の賞を受賞するなど有名だった。もともと岡平に興味を持っていた岩瀬が参加したコンテストで岡平に話しかけ、自身のオリジナルソングを聞かせた。それがきっかけとなり、しばらくするとふたりは毎日、放課後に公園で弾き語りをするようになる。特に呉駅のロータリーで路上ライブをしていた。「少年フレンド」の結成である。

### 19結成
高校卒業後、岡平は広島で就職して働き始めたが、ミュージシャンの夢が諦めきれず、わずか数週間で退職届も出さず仕事を辞め、大阪へ行く（東京に行かなかったのは、資金が無かったため）。また、岩瀬は音楽の道を目指して上京し、音楽の専門学校に通っていたが、中退する。この頃は、深夜に電話で曲を聴かせ合う等といったことを続けていた。その後、岡平も上京（ちなみに東京では無く、神奈川県川崎市の柿生）。2人とも上京した後は、喫茶店、ライブハウス、公園、路上と、2人がそろってギターさえあればどこででも歌った。彼らの上京の日は、岩瀬が3月28日、岡平は8月29日と、お互いの誕生日とされている。
下北沢などのライブ活動中に、イラストライター326と出会う。3人は意気投合し「19」を結成。メジャー・デビューを果たす。
19（ジューク）の名前の由来については、「結成当時、岡平と岩瀬が19歳であり、19歳という大人でも子供でもない状態が面白い」と音楽番組（『速報！歌の大辞テン』）にて述べている。
3枚目のアルバム『up to you』のCD盤面には、「19(JUKE)」とジューク・ボックスと同じスペルで書かれている。

### デビュー
1998年9月10日～13日にラフォーレ原宿で326の個展が開催され、その際に19のメジャー・デビューも発表することになり、ラフォーレ原宿のエントランスで岡平と岩瀬が1日3～4回お披露目ライブをすることになった。このような形のイベントは初めてだったのこともあり、当初二人は恥ずかしがって渋っていたが、日を追うごとに人も増え二人のテンションは上がった。基本的には毎回「あの青をこえて」「テーマソング」「西暦前進2000年→」の3曲とその場の雰囲気で「瞬間概念」や「以心伝心」を加えた。12日のお披露目ライブの一つでは、その全てをやり終えてもお客さんがまだ聴きたい顔をしていて、二人もまだ聴かせたいと思っていたので少年フレンド時代の曲を4曲ほど演奏し「いいライブだった」と褒められると思いながら楽屋に戻ると、事務所の平野から「お前ら、何やってんだ！　誰が少年フレンドの曲をそんなにやれって言った？　ここは19のお披露目なんだぞ！」と怒られたため、納得がいかない岩瀬はその場にあったロッカーを殴った。その態度に平野が岩瀬に掴みかかり、岡平が必死に止めた。その後の残りのライブを終えた後は、互いに謝り合った。最終日の13日は全てのライブが終わった後に、イベントに関わったすべてのスタッフのためだけに「あの青をこえて」と「卒業ライフ」を演奏した。前日に岩瀬と殴り合いをした平野は泣いていた。
その後、札幌パルコでも326の個展が行われ、そこでも2人は1日2～3ステージのライブを行ったが、少年フレンド時代の自作詞ではなく、326が作詞したものだったので覚えきれなかったのか、よく歌詞を間違えていた。困ったスタッフが冗談半分で「歌詞を間違えるごとに罰金100円」と提案したが、合計で2万円分ほど間違えてしまい、現金を取り上げるわけにもいかないスタッフが「街頭ライブをやって2万円稼いで来なさい」とさらに提案した。2人は、これは却って面白いことになった、と張り切って札幌ロビンソン前で歌い始めるが、どんどん人が集まり、最終的には80人ほどがパニック寸前状態になり、2人はその場から逃げ出した。

### 解散
人気絶頂時だった2002年2月、同年3月末に解散することを発表。解散ライブは行わなかったため、2001年12月に名古屋センチュリーホールで行われた「19少年漂流記 第2章 2001」のツアーファイナルが最後のライブとなった。そのツアーファイナルのライブは「たいせつなひと」から始まり、アンコールの3曲目には「みんなのうた（名古屋バージョン）」が演奏され、いつも通り最後は「卒業ライフ」が歌われた。尚、「19 LAST LIVE TV use only」でのLIVE映像は、前述のラストライブから約1ヶ月前に渋谷公会堂(現在のLINE CUBE SHIBUYA)で行われた公演である。
解散は互いの音楽性を尊重するためとの理由だった。しかし数年後、岡平はこの解散を「大人たちへの報復だった」と書き記し、「正直後悔している」とも話している。一方、解散報告をしたラジオ番組内で「前向きに」解散することを何度も繰り返していた岩瀬は、解散後に19についてや解散理由のコメント等は見受けられない。その後、2013年5月に放送された「1番ソングSHOW」の「リスペクトアーティスト」コーナー内に解散後、初めて2人がそれぞれインタビュー出演。解散の理由を明言し「事務所とのトラブル」が大きい理由と語った。解散理由として囁かれている「不仲説」にも触れて、岩瀬は「健治は仲間ですし、アイツのことを悪く言われたら腹も立つ」「それだけ（不仲）で片付けられるのは心外」とコメントしている。最近は「お互いに連絡を取り合っており、会うこともある」とも放送された。なお、この日の放送回はYouTubeにもニコニコ動画等にも上げられておらず、もはや幻の回となっている。さらにそこから数年後、岩瀬のみテレビ東京の『じっくり聞いタロウ』に出演したが、その際に“解散後メディア初出演”と紹介されていたことで、より一層、2013年の地上波テレビ出演が幻の回となった。

### その後
解散後、岡平は3B LAB.☆Sのメンバー、岩瀬はソロシンガーとして、活動を開始。
19解散後、岡平と岩瀬は、仕事はおろかプライベートですら一度も顔合わせすることはなかった。再会したのは2005年のベスト盤製作の際とされている。ちなみに、3BLAB.☆が初めて「うたばん」に出演した際に、MC中居正広からの「敬吾とは連絡とってんの?」という質問に、岡平は「はい、マメに連絡とってますよ」と答えている。
19再結成の噂について、岡平は「3BLAB.☆Sで10年は活動する」。岩瀬は「ソロシンガーとしてアルバム制作を中心とした活動をする」と発言をしている。
「19 〜すべての人へ」が出た後の岡平自身の日記では「19は再結成するつもりはない。しばらくは3B LAB.☆一筋で行きたい。岩瀬とは何年後かにどこかの小さいライブハウスでライブしたい」と書き記している。さらに2007 - 2008年にかけて行われた岡平のソロツアーでは「19の復活はない」と度々口にしている。
2008年4月26日、岡平はソロアルバム『パンクフォーク』のリリース記念のフリーライブで、岩瀬はアルバム『明日の出来事』発売記念インストアライブツアーで共に名古屋に来ており、このときの岩瀬のライブに岡平が客として足を運んでいた。これは、解散後、初の公の場でのツーショットであった。また同じく岡平のフリーライブと岩瀬のインストアツアーが大阪でも同じ日に行われていたが、時間帯が全く同じだったため、そのような光景は見られなかった。
2013年9月、TBS『有吉ジャポン』に326が出演し、十数年振りに、19メンバーと出会う企画にて、岡平の自社ビルへ訪れるも、全国ツアー中のため岡平とは出会えなかったが、電話にて十数年振りに会話をした。また現状として「敬吾とは最近ドライブした」「19を復活したいが、近年の再結成ブームや『ソロが売れなくなったから』での復活はしたくない」と報告した。同年10月、TBS系『東野・有吉のどん底』に 326が出演。当時のグループ事情を告白。メンバーとの仲は良かったものの、当時の所属事務所の方針から、2人組で売り出したいためにグループ離脱を宣告され、解散の際は事後報告もなく『3人で話し合って決めました』と発表されたと告白した。
2020年11月、NHK-BS『歌える!J-POP黄金のヒットパレード決定版! #2』に岡平が出演、「以心伝心」と「あの紙ヒコーキ くもり空わって」を歌唱した。

## ディスコグラフィー

### シングル
1. あの青をこえて （1998年11月21日）
2. あの紙ヒコーキ くもり空わって （1999年3月20日）
3. すべてへ （1999年10月21日）
4. 『果てのない道』 （2000年4月21日）
5. 水・陸・そら、無限大 （2000年7月5日）
6. 背景ロマン （2000年11月29日）
7. 足跡 （2001年4月25日）
8. たいせつなひと （2001年8月22日）
9. 蒲公英 -たんぽぽ- （2002年3月21日）

### アルバム
1. 音楽 （1999年7月23日）
2. 無限大 （2000年7月26日）
3. up to you （2001年9月27日）
4. 19_BEST●青 （2002年4月27日）
5. 19_BEST●春 （2002年4月27日）
6. 18 〜卒業ライフは入ってない〜 （2002年7月10日）（少年フレンド名義 1998年3月 - 5月録音未発表音源）
7. 19 BEST LIVE Audio use only （2002年7月24日）
8. 19 〜すべての人へ （2005年10月19日）
9. コンプリートBEST 青&春 （2007年2月21日）

### DVD
1. 19 LAST LIVE TV use only （2002年7月24日）
2. 19 VIDEO CLIPS 1→9 （2002年8月21日）

ちなみに解散前までに出された音源、映像数は再発を除くと丁度19になる。

### 未発表曲
非公式未発表曲数は、150曲以上と言われている。即興による曲も多数あり、ラジオの中でリスナーから詞や言葉を募ってメロディをつけたものもある。健治が作詞作曲した曲は3B LAB.☆Sのライブやソロのライブで披露されることもある。その他「なごり雪」や「贈る言葉」などのカバー曲も未発表曲として出回っている。
- 卒業ライフ
- 回転（ファンクラブのみで配布）
- 感謝（ファンクラブのみで配布）
- 大阪梅田（後に岡平のソロアルバムパンクフォークで若干歌詞を変えて発表）
- ラジオのテーマ
- 桜（後に岡平のソロアルバムパンクフォークで「永遠」として発表）
- あぁ、もう学校へついてしまうよ
- 梅干（岡平が小学校6年生の時に初めて作った歌）
- 太陽の下ラブユー（岩瀬が高校生の時に初めて作った歌）
- なんで勉強しなきゃいけないんだよ
- ケイゴ in the sky
- 満秋（後に岡平のソロアルバム純粋で若干歌詞を加えて発表）
- つまさき
- 青春
- 声
- 童心（後に岡平のソロアルバム純粋で若干歌詞を変えて発表）
- パラソル

## NHK紅白歌合戦出場歴
| 年度/放送回               | 回 | 曲目                          | 出演順 | 対戦相手 |
| ------------------------- | -- | ----------------------------- | ------ | -------- |
| 1999年（平成11年）/第50回 | 初 | あの紙ヒコーキ くもり空わって | 06/27  | 松たか子 |
| 2000年（平成12年）/第51回 | 2  | 水・陸・そら、無限大          | 05/28  | 花*花    |

出演順は「出演順/出場者数」で表す。